# Björn Ulvaeus
Björn Christian Ulvaeus (født 25. april 1945 i Göteborg) er en svensk komponist.
Medlem af:
- Hootenanny Singers (1962-67)
- ABBA (1972-82)